# 斯塔滕維爾
斯塔滕維爾（英語：Statenville）是一個位於美國喬治亞州埃科爾斯縣的城市。根據2010年美國人口普查，該地人口為1040人，而該地的面積約為12.00平方千米。同時該地也是埃科爾斯縣的縣治。

## 地理
斯塔滕維爾的座標為30°42′11″N 83°01′40″W / 30.70306°N 83.02778°W，而該地的平均海拔高度為42米（即138英尺）。